# Умершие в августе 2010 года
Это список известных людей, соответствующих установленным критериям значимости (см. Википедия:Критерии значимости персоналий), умерших в августе 2010 года.
Причина смерти указывается лишь в исключительных случаях (убийство, самоубийство, гибель в результате военных действий, смертная казнь, ДТП или несчастные случаи). В остальных случаях — не указывается.

## Список
1 августа
- Бойл, Роберт (100) — американский художник-постановщик, работавший в том числе и над фильмами Альфреда Хичкока (Птицы, К северу через северо-запад, Марни)[1].
- Лукин, Вениамин Алексеевич (85) — заместитель Министра энергетики и электрификации СССР (1979—1992)[2].
- Смирнов, Александр Тимофеевич (95) — начальник Центрального автомобильного управления Министерства обороны СССР (1970—1982), генерал-полковник в отставке, Герой Социалистического Труда[3].
- Тулькес, Самуил Григорьевич (80) — российский художник и учёный.

2 августа
- Камал Капур (90) — индийский актёр (104 фильма)[4]
- Келле, Владислав Жанович (89) — учёный-философ.
- Прощенко, Дмитрий Григорьевич (88) — участник Великой Отечественной войны, старший сержант. Полный кавалер ордена Славы.

3 августа
- Хебб, Бобби (72) — американский музыкант, певец и композитор, автор хита «Sunny»[5].
- Донковцев, Геннадий Павлович (65) — председатель Оренбургского горисполкома (1985—1991), глава администрации Оренбурга (1993—2000)[6].
- Зентара, Эдмунд (81) — польский футболист и тренер[7].
- Соловьёв, Леонид Алексеевич (70) — народный артист России, артист Владимирского областного театра драмы имени Луначарского[8].

4 августа
- Коваленко, Валерия Владимировна (69) — заслуженная артистка РСФСР, артистка Орловского академического драматического театра им. И. С. Тургенева. [www.kino-teatr.ru/kino/acter/w/sov/39512/bio/]
- Хилл, Кеннет (61) — австралийский ботаник-систематик.

5 августа
- Бинайса, Годфри (90) — временный президент Уганды (1979—1980)[9].
- Игнатьев, Евгений Алексеевич (73) — белорусский советский художник-постановщик, лауреат Государственной премии СССР (1984)[10].
- Обросов, Игорь Павлович (80) — народный художник РСФСР, действительный член Российской академии художеств[11].
- Эстен, Юрген (96) — немецкий офицер-подводник, капитан 3-го ранга[12].
- Шишлов, Юрий Николаевич (65) — российский футбольный тренер («Шинник», «Луч-Энергия»); убийство[13].

6 августа
- Браговский, Эдуард Георгиевич (82) — народный художник России. Член-корреспондент Российской Академии Художеств.
- Громов, Александр Петрович (86) — советский и российский медик, член-корреспондент РАМН.
- Казаков, Валерий Петрович (76) — советский и российский ученый-химик, член-корреспондент РАН[14].
- Коломиец, Михаил Маркович (91) — начальник управления по вводу систем противокосмической обороны и предупреждения о ракетном нападении Министерства обороны СССР (1963—1984), генерал-лейтенант в отставке, Герой Социалистического Труда[15].
- Линносвуо, Пентти (77) — финский спортсмен, чемпион Олимпийских игр в Мельбурне (1956) в стрельбе из произвольного пистолета и в Токио (1964) — из скорострельного пистолета по силуэтам[16].
- Шевцов, Алексей Васильевич (93) — председатель Сахалинского облисполкома (1969—1979)[17].
- Эстбю, Кнут (87) — норвежский гребец, серебряный призёр летних Олимпийских игр 1948 г. в Лондоне в заезде байдарок-двоек на 10 000 м.[18]

7 августа
- Горбенко, Леонид Петрович (71) — губернатор Калининградской области (1996—2000)[19].
- Захаров, Александр Григорьевич (89) — помощник главнокомандующего по военно-учебным заведениям — начальник военно-учебных заведений РВСН (1965—1971), генерал-лейтенант в отставке[20].
- Кремер, Бруно (80) — французский актёр[21].
- Кулиш, Татьяна Петровна (58) — актриса Александринского театра, заслуженная артистка РСФСР. [www.kino-teatr.ru/kino/acter/w/ros/2347/bio/]
- Леонова, Анна Николаевна (87) — мастер Рязанского завода электронных приборов, Герой Социалистического Труда[22].
- Растрепаев, Дмитрий (23) — легкоатлет-паралимпиец, двукратный чемпион мира, погиб в уличной драке[23].
- Сальников, Владимир Александрович (70) — актёр Московского театра юного зрителя, заслуженный артист России. [www.kino-teatr.ru/kino/acter/m/ros/3755/bio]

8 августа
- Боковиков, Александр Александрович (53) — губернатор Эвенкийского автономного округа (1997—2001)[24].
- Нил, Патриция (84) — американская актриса, лауреат премии «Оскар» за лучшую женскую роль (1963)[25].
- Яковлева, Ольга Владимировна (24) — российская баскетболистка («Вологда-Чеваката»)[26].

9 августа
- ДиЧенцо, Джордж (70) — американский актёр[27].
- Октай Казымов (77) — азербайджанский и советский композитор, народный артист Азербайджана.
- Стивенс, Тэд (86) — американский сенатор от штата Аляска (1968—2009), председатель Сената США (2003—2007); авиакатастрофа[28].
- Халаичев, Лев Феоктистович (71) — российский хоккеист, нападающий сборной СССР и нижегородского «Торпедо»[29].
- Федосеев, Владимир Захарович (78) — советский и российский актёр, театральный режиссёр, театральный педагог[30].
- Пушечников, Иван Фёдорович (92) — русский гобоист, профессор РАМ им. Гнесиных. [www.forumklassika.ru/showthread.php?t=64584]

10 августа
- Афанасьев, Александр Михайлович (72) — советский и российский физик, лауреат Государственной премии, член-корреспондент РАН, профессор[31].
- Богдановский, Лев Константинович (84) — слесарь-инструментальщик Рязанского завода счетно-аналитических машин, Герой Социалистического Труда (1988)[32].
- Волпер, Дэвид (82) — американский кинопродюсер[33].
- Горулёв, Владимир Фёдорович (80) — председатель Ярославского облисполкома (1985—1990)[34].
- Демичев, Пётр Нилович (92) — советский государственный и партийный деятель, кандидат в члены Политбюро ЦК КПСС (1964—1988), министр культуры СССР (1974—1986), первый заместитель Председателя Президиума Верховного Совета СССР (1986—1988), секретарь ЦК КПСС (1961—1974)[35].
- Доусон, Дана (36) — американская актриса и певица; рак[36].
- Кисунько, Василий Григорьевич (69) — российский искусствовед, профессор Московской консерватории[37].
- Кларк, Брайан (67) — английский футболист («Бристоль Сити»)[38].
- Петтигрю, Антонио (42) — американский спринтер, чемпион мира в беге на 400 м в Токио (1991), обладатель золотой олимпийской медали Сиднея-2000, впоследствии лишённый её из-за применения допинга[39]
- Пинто, Лео (96) — индийский спортсмен, игрок в хоккей на траве. Чемпион Олимпиады в Лондоне (1948)[40].
- Стэнсфилд, Адам (31) — футболист английского клуба «Эксетер Сити», злокачественное новообразование толстой кишки[41].

11 августа
- Гинтаутас Абарюс (51) — литовский джазовый пианист и композитор.
- Гурьев, Алексей Андреевич (53) — советский российский актёр, артист Ленинградского театра музыкальной комедии (1980—1988). [www.kino-teatr.ru/kino/acter/m/ros/29344/bio/]
- Халл, Дэвид Ли (75) — американский философ науки
- Целльнер, Арнольд (83) — американский экономист[42].
- Шлейнштайн, Бруно (Бруно С.) (78) — немецкий актёр и музыкант[43].

12 августа
- Гарднер, Лоренс (67) — английский писатель[44].
- Ким, Андрэ (74) — корейский дизайнер[45].
- Борис Колесник — полковник Советской Армии, участник Великой Отечественной войны, Герой Советского Союза.
- Кочергов, Юрий Васильевич (66) — артист Воронежского театра драмы имени Кольцова, народный артист России[46].
- Марко, Гвидо де (79) — президент Мальты (1999—2004)[47].
- Олех, Артур (70) — польский боксёр, серебряный призёр Олимпийских Игр в Токио (1964) и в Мехико (1968) в наилегчайшем весе[48].
- Спиридонов, Юрий Алексеевич (71) — Глава Республики Коми (1994—2002), первый секретарь Коми обкома КПСС (1989—1990)[49].

13 августа
- Лорик Маршания (78) — абхазский и грузинский учёный и общественный деятель, академик, доктор экономических наук, профессор, заслуженный деятель наук.
- Остин, Колин (69) — британский филолог-классик.

14 августа
- Моше Левин (88) — американский историк, специализирующийся на истории СССР.
- Линкольн, Эбби (80) — американская джазовая певица, актриса[50].
- Чекиев, Тынчтыкбек Бешкемпирович (49) — губернатор Нарынской области (Кыргызстан) (2009—2010); убийство[51].
- Тимохин, Всеволод Васильевич (76) — советский и российский радио-журналист, историк оперы. [www.forumklassika.ru/showthread.php?t=63720]

15 августа
- Журавлёв, Александр Григорьевич (100) — Герой Советского Союза
- Клочков, Иван Фролович (87) — генерал-майор в отставке, Герой Советского Союза, народный депутат СССР[52].

16 августа
- Иоаннидис, Димитриос (87) — член греческой хунты «чёрных полковников» в 1967—1974 гг. и её глава в 1973—1974 гг[53].
- Кабиббо, Никола (75) — итальянский ученый-физик[54].
- Осокин, Леонид Александрович (40) — российский актёр театра и кино. [www.kino-teatr.ru/kino/acter/m/ros/3200/bio/]
- Фримэн, Кристофер (88) — английский экономист[55].

17 августа
- Кермоуд, Фрэнк (90) — английский историк и теоретик литературы, эссеист[56].
- Кодру, Анатол (74) — советский и молдавский поэт и кинорежиссёр[57].
- Коссига, Франческо (82) — президент Италии (1985—1992)[58].
- Боровой, Яков Львович (62) — российский журналист и писатель

18 августа
- Коннолли, Гарольд (79) — американский легкоатлет, олимпийский чемпион в метании молота Летних игр в Мельбурне (1956)[59].
- Маринович, Людмила Петровна (78) — доктор исторических наук, один из ведущих советских и российских специалистов по истории Древней Греции.
- Ульяненко, Олесь (48) — украинский писатель[60].

19 августа
- Борткевич, Зенон Янович (72) — советский ватерполист, заслуженный мастер спорта СССР, бронзовый призёр Олимпийских Игр 1964 г. в Токио[61].
- Греков, Юрий Фёдорович (72) — русский молдавский писатель[62].
- Евдокимов, Николай Семёнович (88) — советский, российский писатель.
- Назаренко, Александр Константинович (89) — полковник Советской Армии, участник Великой Отечественной войны, Герой Советского Союза.
- Сорокин, Георгий Васильевич (93) — российский актёр, народный артист России[63].
- Эфраим Севела (82) — русский писатель, сценарист и кинорежиссёр[64].

20 августа
- Брумберг, Леонид Ефимович (85) — российский пианист[65].
- Дудж, Джеймс (88) — министр иностранных дел Ирландии (1981—1982)[66].
- Литвинский, Борис Анатольевич (87) — основатель научной школы археологии в Таджикистане, академик АН Таджикистана[67].
- Мурджиа, Тиберио (81) — итальянский актёр[68].
- Соколов, Станислав Александрович (70) — советский и российский киноактёр, заслуженный артист России (1997). [www.kino-teatr.ru/kino/acter/m/ros/4015/bio/]
- Сычёв, Дмитрий Викторович (37) — мэр Мелитополя (2006—2010); умер в больнице от травм, полученных в ДТП[69].

21 августа
- Апостол, Георге (97) — генеральный секретарь Коммунистической партии Румынии (1954—1955)[70].
- Вагабов, Магомедали Абдулгамидович (35) — дагестанский террорист, организатор взрывов в московском метро 29 марта 2010 г.; убит в результате спецоперации ФСБ[71].
- Шлингензиф, Кристоф (49) — немецкий актёр и режиссёр[72].
- Яковлев, Вадим Сергеевич (71) — советский молдавский оператор и режиссёр. [www.kino-teatr.ru/kino/director/sov/21612/bio/]

22 августа
- Бобек, Степан (86) — югославский футболист и тренер, вице-чемпион Олимпийский игр в 1948 году (Лондон) и 1952 году (Хельсинки)[73].
- Гранберг, Александр Григорьевич (74) — российский экономист, академик РАН (1990), председатель Совета по изучению производительных сил (с 1992)[74].
- Монтиньяк, Мишель (66) — французский диетолог, автор методик по снижению избыточного веса[75].
- Оласкоага, Ариэль (81) — уругвайский баскетболист, бронзовый призёр Олимпийских игр в Мельбурне (1956)[76].
- Плеханов, Сергей Яковлевич (74) — заслуженный тренер СССР, тренер олимпийских чемпионов по лыжному спорту[77].

23 августа
- Альбер, Марсель (92) — французский лётчик, Герой Советского Союза[78]
- Вайс, Джордж Дэвид (89) — американский композитор и поэт-песенник
- Кон, Сатоси (46) — японский режиссёр анимации[79].
- Ямадаев, Сулим Бекмирзаевич (37) — российский военный деятель, командир батальона «Восток» (2003—2008), Герой Российской Федерации[80].
- Сергей Ячник (92) — Герой Советского Союза.

24 августа
- Мсрян, Владимир Иванович (72) — армянский советский актёр, народный артист Армянской ССР (1987); рак крови[81].
- Рахманов, Талгат Лутфуллович (90) — первый секретарь Илишевского райкома КПСС (1962—1987), Герой Социалистического Труда[82].
- Саксби, Уильям (94) — Генеральный прокурор США (1974—1975)[83].

25 августа
- Болдырев, Анатолий Александрович (85) — бывший начальник штаба — первый заместитель командующего 6-й гвардейской танковой армией, генерал-лейтенант в отставке[84].
- Ежов, Валентин Иванович (83) — украинский советский архитектор, главный архитектор Киева (1981—1987)[85].
- Жинкин, Георгий Николаевич (93) — основатель кафедры «Экономика и организация строительства» ЛИИЖТ, доктор технических наук, почётный железнодорожник.
- Иванов, Юрий Евгеньевич (52) — генерал-майор, заместитель начальника ГРУ Генштаба Вооружённых сил РФ; несчастный случай[86].
- Мусеев, Сергей Зинятович (50) — генеральный директор КП «Харьковский метрополитен»; ДТП[87].
- Фильмот, Даниэль (62) — глава конголезской авиакомпании Filair; авиакатастрофа[88].

26 августа
- Баумгартль, Франк (55) — восточногерманский легкоатлет, бронзовый призёр Олимпийских игр в Монреале (1976) в беге на 3000 м с препятствиями[89].
- Карефа-Смарт, Джон (95) — министр иностранных дел Сьерра-Леоне (1961—1964)[90].
- Мейтленд, Роберт (86) — британский велогонщик, серебряный призёр Летних игр в Лондоне (1948) в групповой шоссейной гонке; последствия инфаркта[91].
- Мюллер, Эвальд Францевич (84) — один из старейших российских адвокатов[92].

27 августа
- Брыкалов, Владимир Григорьевич (84) — Герой Социалистического Труда.
- Гесинк, Антон (76) — голландский дзюдоист, трёхкратный победитель чемпионатов мира (1961, 1964 и 1965), чемпион Олимпийских игр 1964 года (Токио)[93].
- Монин, Александр (55) — вокалист ряда музыкальных групп, в том числе группы «Круиз»; перитонит и острая сердечная недостаточность[94].

28 августа
- Августинос (103) — митрополит Флоринский, Пресский и Эордейский (1967—2000), Элладская православная церковь[95].
- Данилевский, Евгений Иванович (82) — российский живописец, народный художник РСФСР (1985)[96].
- Ленуар, Уильям (71) — американский астронавт[97].
- Пономарёв, Вадим Алексеевич (85) — член военного совета — начальник политуправления Московского округа ПВО (1975—1985), генерал-лейтенант в отставке[98].
- Сатиев, Нариман (19) — чемпион мира по тайскому боксу, дагестанский террорист; убит[99].
- Хасани, Синан (88) — председатель Президиума Социалистической Федеративной Республики Югославии (1986—1987)[100].

29 августа
- Базакин, Николай Николаевич (87) — Герой Советского Союза.
- Войстроченко, Анатолий Фомич (73) — первый секретарь Брянского обкома КПСС (1984—1991), председатель Брянского областного Совета (1990—1991)[101].

30 августа
- Варальо, Франсиско Антонио (100) — аргентинский футболист, последний из участников первого чемпионата мира по футболу[102].
- Калашников, Виктор Васильевич(93) — участник Великой Отечественной войны, Герой России.
- Корно, Ален (67) — французский режиссёр, продюсер и сценарист[103].
- Лаэл, Николас (71) — генеральный прокурор Великобритании (1992—1997); рак[104].
- Лонгли, Виктория (49) — австралийская актриса.
- Несмелова, Римма Валентиновна (86) — актриса Воронежского театра драмы имени Кольцова, заслуженная артистка России[105].
- Ривман, Александр Авраамович — театральный режиссёр, Заслуженный деятель искусств РСФСР.
- Садо, Михаил Юханович (76) — российский лингвист, семитолог, инициатор ассирийского национально-культурного движения СССР в 1980-х.[106]

31 августа
- Корнеев, Александр Васильевич (80) — советский и российский флейтист, дирижёр, музыкальный педагог, народный артист РСФСР (1987)[107].
- Севостьянов, Алексей Григорьевич (100) — учёный текстильщик и педагог.
- Уфимцев, Иван Васильевич (82) — советский режиссёр-мультипликатор, заслуженный деятель искусств РСФСР, народный артист России[108].
- Финьон, Лоран (50) — французский велогонщик, двукратный победитель Тур де Франс (1983, 1984); рак[109].
- Шкодров, Владимир Георгиев (80) — болгарский астроном[110].
- Юрась Свирка (77) — белорусский поэт.